# Kumbhaméla

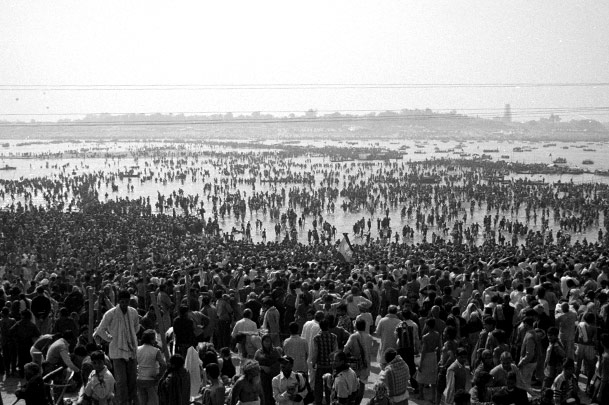
Kumbhaméla v roce 2001

Kumbhaméla (v dévanágarí कुम्भ मेला) je hinduistická pouť, jíž se účastní obrovské množství lidí. Účelem cesty je smazání hříchů v posvátné řece Ganga. Koná se v 12letém cyklu; každé tři roky v jednom ze čtyř měst: v Iláhábádu, Haridváru, Udždžainu a Násiku.
Kumbhaméla je vlastně spojení dvou sanskrtských slov kumbha a mela, přičemž první znamená džbán a druhé setkání. Tento obrat pochází z indické mytologie.

## Předchozí konání
- v roce 2001 v Iláhábádu, účastnilo se více než 70 milionů hinduistů.
- v roce 2010 (14. ledna – 28. dubna) v Haridváru.
- v roce 2013 (27. ledna – 25. února) v Iláhábádu, podle zpráv z indického tisku se zúčastnilo až 100 milionů lidí, z toho 10. února jich tam bylo až 30 milionů zároveň.
- v roce 2015 (14. července – 25. září) v Násiku
- v roce 2016 (14. ledna – 21. května) Ardh ("poloviční") Kumbhaméla v Haridváru
- v roce 2016 (22. dubna – 21. května) v Udždžainu
- v roce 2019 (15. ledna – 4. dubna) Ardh ("poloviční") v Iláhábádu
- v roce 2021 v dubnu ve městě Haridvár, přičemž nebyla uvedena žádná zdravotně-bezpečnostní opatření.[2]
- v roce 2024 (13. ledna - 26. února) Mahá (velká) Kumbhaméla v Prayágu (dříve Iláhábád)[3]
- v roce 2025 (13. ledna - 26. února) Triveni Sangam v  Prayágu (dříve Iláhábád), Uttarpradéš.

## Mahá (Velká) Kumbaméla
Tento výroční festival se koná jednu za 144 let. Návštěvníkům těchto jubilejních oslav bude pomáhat řada moderních technologií a aplikací k tomuto účelu. Z důvodu politicko-nacionálního napětí v Indii mají tento rok zákaz činnosti muslimští obchodníci.